# Sommer-Paralympics 2024/Bogenschießen
Bei den Sommer-Paralympics 2024 in Paris wurden in insgesamt neun Wettbewerben im Bogenschießen Medaillen vergeben. Die Entscheidungen fielen zwischen dem 29. August und 5. September 2024 auf der Esplanade des Invalides.

## Klassen
Bei den paralympischen Bogenschießwettbewerben wurde in zwei Klassen unterschieden:
- Offen: Für Bogenschützen im Rollstuhl oder mit Gleichgewichtsbeeinträchtigungen, die stehend oder auf einem Stuhl sitzend schießen.
- W1: Für Bogenschützen im Rollstuhl mit eingeschränkten Arm- oder Beinfunktionen.

## Medaillenspiegel
| Platz | Land               | Goldmedaille – Paralympiasieger | Silbermedaille – 2. Platz | Bronzemedaille – 3. Platz | Gesamt |
| ----- | ------------------ | ------------------------------- | ------------------------- | ------------------------- | ------ |
| 1     | China              | 3                               | 3                         | 2                         | 8      |
| 2     | Vereinigte Staaten | 2                               | –                         | –                         | 2      |
| 3     | Türkei             | 1                               | 1                         | –                         | 2      |
| 4     | Italien            | 1                               | –                         | 2                         | 3      |
| 5     | Großbritannien     | 1                               | −                         | 1                         | 2      |
| 5     | Indien             | 1                               | –                         | 1                         | 2      |
| 7     | Tschechien         | –                               | 2                         | 1                         | 3      |
| 7     | Iran               | –                               | 2                         | 1                         | 3      |
| 9     | Polen              | –                               | 1                         | –                         | 1      |
| 10    | Slowenien          | –                               | –                         | 1                         | 1      |

## Ergebnisse Männer

### Recurve (Offen)
| Platz | Land       | Sportler                |
| ----- | ---------- | ----------------------- |
| 1     | Indien     | Harvinder Singh         |
| 2     | Polen      | Łukasz Ciszek           |
| 3     | Iran       | Mohammadreza Arab Ameri |
| 4     | Australien | Taymon Kenton-Smith     |
| 5     | Südkorea   | Kwak Geon-hwi           |
| 6     | China      | Zhao Lixue              |
| 7     | Kolumbien  | Héctor Ramírez          |
| 8     | Türkei     | Sadık Savaş             |

### Compound (Offen)
| Platz | Land                   | Sportler          |
| ----- | ---------------------- | ----------------- |
| 1     | Vereinigte Staaten     | Matt Stutzman     |
| 2     | Volksrepublik China    | Al Xinliang       |
| 3     | Volksrepublik China    | He Zihao          |
| 4     | Indien                 | Rakesh Kumar      |
| 5     | Vereinigte Staaten     | Kevin Polish      |
| 6     | Kanada                 | Kyle Tremblay     |
| 7     | Vereinigtes Königreich | Nathan MacQueen   |
| 8     | Belgien                | Piotr van Montagu |

### Recurve/Compound (W1)
| Platz | Land                | Sportler           |
| ----- | ------------------- | ------------------ |
| 1     | Vereinigte Staaten  | Jason Tabansky     |
| 2     | Volksrepublik China | Han Guifei         |
| 3     | Volksrepublik China | Zhang Tianxin      |
| 4     | Italien             | Paolo Tonon        |
| 5     | Südafrika           | Shaun Anderson     |
| 6     | Ungarn              | Tamas Gaspar       |
| 7     | Türkei              | Bahattin Hekimoglu |
| 8     | Tschechien          | David Drahonínský  |

## Ergebnisse Frauen

### Recurve (Offen)
| Platz | Land      | Sportlerin        |
| ----- | --------- | ----------------- |
| 1     | China     | Wu Chunyan        |
| 2     | China     | Wu Yang           |
| 3     | Italien   | Elisabetta Mijno  |
| 4     | Mongolei  | Selengee Demberel |
| 5     | Indien    | Pooja Jatyan      |
| 6     | Slowenien | Živa Lavrinc      |
| 7     | Polen     | Milena Olszewska  |
| 8     | Iran      | Somayeh Rahimi    |

### Compound (Offen)
| Platz | Land                   | Sportlerin           |
| ----- | ---------------------- | -------------------- |
| 1     | Türkei                 | Oznur Cure Girdi     |
| 2     | Iran                   | Fatemeh Hemmati      |
| 3     | Vereinigtes Königreich | Jodie Grinham        |
| 4     | Vereinigtes Königreich | Phoebe Paterson Pine |
| 5     | Brasilien              | Jane Karla Gogel     |
| 6     | Frankreich             | Julie Rigault Chupin |
| 7     | Indien                 | Sarita               |
| 8     | Chile                  | Mariana Zuniga       |

### Recurve/Compound (W1)
| Platz | Land                   | Sportlerin            |
| ----- | ---------------------- | --------------------- |
| 1     | Volksrepublik China    | Chen Minyi            |
| 2     | Tschechien             | Sarka Pultar Musilova |
| 3     | Tschechien             | Tereza Brandtlova     |
| 4     | Südkorea               | Kim Ok-geum           |
| 5     | Türkei                 | Nil Misir             |
| 6     | Vereinigtes Königreich | Victoria Kingstone    |
| 7     | Italien                | Daila Dameno          |
| 8     | Vereinigte Staaten     | Tracy Otto            |

## Ergebnisse Mixed

### Recurve (Offen)
| Platz | Land       | Sportler/Sportlerin                     |
| ----- | ---------- | --------------------------------------- |
| 1     | Italien    | Elisabetta Mijno Stefano Travisani      |
| 2     | Türkei     | Merve Nur Eroğlu Sadık Savaş            |
| 3     | Slowenien  | Živa Lavrinc Dejan Fabčič               |
| 4     | Indien     | Pooja Jatyan Harvinder Singh            |
| 5     | China      | Wu Chunyan Gan Jun                      |
| 6     | Indonesien | Wahyu Retno Wulandari Setiawan          |
| 7     | Iran       | Somayeh Rahimi Mohammad Reza Arab Ameri |
| 8     | Polen      | Milena Olszewska Łukasz Ciszek          |

### Compound (Offen)
| Platz | Land                   | Sportler/Sportlerin                         |
| ----- | ---------------------- | ------------------------------------------- |
| 1     | Vereinigtes Königreich | Jodie Grinham Nathan MacQueen               |
| 2     | Iran                   | Fatemeh Hemmati Hadi Nori                   |
| 3     | Indien                 | Sheetal Devi Rakesh Kumar                   |
| 4     | Italien                | Eleonora Sarti Matteo Bonacina              |
| 5     | Brasilien              | Jane Karla Gögel Reinaldo Vagner Charão     |
| 6     | Volksrepublik China    | Zhou Jiamin Ai Xinliang                     |
| 7     | Indonesien             | Teodora Audi Ayudia Ferelly Ken Swagumilang |
| 8     | Australien             | Ameera Lee Jonathon Milne                   |

### Recurve/Compound (W1)
| Platz | Land               | Sportler/Sportlerin                       |
| ----- | ------------------ | ----------------------------------------- |
| 1     | China              | Chen Minyi Zhang Tianxin                  |
| 2     | Tschechien         | Šárka Musilová David Drahonínský          |
| 3     | Italien            | Daila Dameno Paolo Tonon                  |
| 4     | Südkorea           | Kim Ok-geum Park Hong-jo                  |
| 5     | Türkei             | Nil Mısır Bahattin Hekimoğlu              |
| 6     | Vereinigte Staaten | Tracy Otto Jason Tabansky                 |
| 7     | Brasilien          | Juliana Ferreira da Silva Eugenio Santana |